# Kirklees
Kirklees is een Engels district in het stedelijk graafschap (metropolitan county) West Yorkshire en telt 437.145 inwoners. De oppervlakte bedraagt 409 km².
Van de bevolking is 14,6% ouder dan 65 jaar. De werkloosheid bedraagt 3,4% van de beroepsbevolking (cijfers volkstelling 2001).

## Plaatsen in district Kirklees
- Batley
- Cleckheaton
- Dewsbury
- Heckmondwike
- Holmfirth
- Huddersfield
- Marsden
- Slaithwaite
- Thornhill

## Civil parishesin district Kirklees
- Denby Dale
- Holme Valley
- Kirkburton
- Meltham
- Mirfield